# Promet Bosne i Hercegovine
Bosna i Hercegovina zauzima položaj između jadranske obale i unutrašnjosti (Panonske nizini, i Moravskoga bazena). Stoga su i glavni putni pravci u tim smjerovima. Glavna teškoća zemlje je njen vrlo izražen planinski karakter i teška neprohodnost, što je znatno doprinijelo sporom razvoju prometa u zemlji.
Postoje cestovni, željeznički, riječni (riječna luka Bosanski Brod) te zračni promet. U BiH cestovni promet loše je razvijen zbog nepristupačnog reljefa u njezinom središnjem dijelu. Neke željezničke pruge napravljene su za vrijeme Austro-Ugarske, dok se danas koriste tek povremeno zbog toga što su u ratu uništene. Zračne luke nalaze se u Mostaru, Tuzli, Sarajevu te Banjoj Luci. Trenutačno se gradi suvremena autocesta Koridor 5c.

## Željeznički promet
Ukupna dužina željezničke mreže u Bosni i Hercegovini je 1,021 km (1995. godine), od toga 795 km elektrificirano (2002. godine). Ovo se odnosi na pruge standardne širine kolosijeka, jer u zemlji postoji i niz nekada korištenih pruga uskog kolosijeka još iz razdobljaAustro-Ugarske. U državi dominiraju dva željeznička pravca s glavnim križanjem u Doboju. Ti pravci su:
1. Tuzla–Doboj–Banja Luka–Bosanski Novi–Bihać–granica s Hrvatskom
2. Šamac (granica s Hrvatskom)–Doboj–Sarajevo–Mostar–granica s Hrvatskom

Pored njih u Zvorniku i Bijeljini postoje priključci na željezničku mrežu Srbije. Jedini grad s tramvajskim prijevozom je Sarajevo.
U Bosni i Hercegovini rade dva željeznička poduzeća. U Republici Srpskoj rade Željeznice Republike Srpske, dok na području Federacije rade Željeznice Federacije Bosne i Hercegovine.

## Cestovni promet
Ukupna dužina cesta u Bosni i Hercegovini je 21,846 km (2005. godina), dok je i 11,425 km s čvrstom podlogom (betonski, asfaltni). Duljina autocesta trenutačno je neznatna i iznosi svega 30-40 km i to su ulazne magistrale u dva najveća grada u državi, Sarajevo i Banja Luku.
Kroz Bosnu i Hercegovinu prolaze sljedeći europski koridori i njihovi nastavci:
- Autocesta E-65 – vrlo kratka dionica preko hercegovačkog primorja (Neum) - Republika Hrvatska započela je izgradnju mosta do Pelješca čime bi ova europska autocesta zaobišla teritorij BIH-a.
- Autocesta E-73 – Bosanski Brod (granica s Hrvatskom) - Doboj - Zenica - Sarajevo - Mostar - Čapljina (granica s Hrvatskom) - Ovo je najvažniji cestovni put u zemlji, a predstavlja alternativnu trasu autocesti E-65.
- Autocesta E-661
- Autocesta E-761 - dionica Bihać - Jajce - Donji Vakuf - Zenica - Sarajevo - Pale - Višegrad (granica sa Srbijom).
- Autocesta E-762 - dionica Sarajevo - Foča (granica s Crnom Gorom).

## Vodeni promet
Bosna i Hercegovina ima vrlokratku morsku obalu kod Neuma i nema pristup međunarodnim vodama, pa stoga nema pomorskih luka. Od luka drugih država najveći značaj za njeno gospodastvo ima luk Ploče u Hrvatskoj, koja je najbliža Sarajevu i upravo razvijena zahvaljujući bosanskom zaleđu. Riječni promet je bolje razvijen, ali ni izbliza iskorišten prema mogućnostima. Teškoća je njen pogranični karakter. Glavni plovni put je rijeka Sava, koja kao pritoka Dunava povezuje državu s drugim državama Srednje Europe. Važne luke na Savi su Brčko, Bosanski Šamac i Bosanski Brod. 

## Plinovodi i naftovodi
Plinovod: Dužina je 90 km (1992. godine) uz napomenu da će se u budućnosti mreža razvijati.
Naftovod: Dužina je 174 km (1992. godine).

## Zračni promet
U Bosni i Hercegovini postoji 27 službeno upisanih zračnih luka (Dodatak:Popis zračnih luka Bosne i Hercegovine), ali samo je 4 od njih uvršteno na popis zračnih lukasa IATA kodom (IATA Airport Code):
- Zračna luka "Mahovljani" Banja luka - BNX
- Zračna luka Mostar - OMO
- Zračna luka "Butmir" Sarajevo - SJJ
- Zračna luka Tuzla - TZL

Najveća i najvažnija zračna luka je u Sarajevu. 
U Bosni i Hercegovini službeno su upisana i 4 heliodroma (1999. godine).